# Jozef Vrijdaghs
Jozef Vrijdaghs (Sint-Truiden, ca. 1890 - 3 juni 1950) was een Belgisch advocaat, activist en lid van de Raad van Vlaanderen en oorlogsburgemeester tijdens de Tweede Wereldoorlog.

## Levensloop
Vrijdaghs, broer van Paul Vrijdaghs, promoveerde tot doctor in de rechten (1912) aan de Katholieke Universiteit Leuven. Hij vestigde zich als advocaat in Sint-Truiden. 
Tijdens de Eerste Wereldoorlog behoorde hij tot de harde kern van activisten in Sint-Truiden. Hij was er voorzitter van de Groeningerwacht. In december 1917 werd hij lid van de Raad van Vlaanderen. In november 1918 vluchtte Vrijdaghs naar Nederland en werd er in 1921 leraar Frans. Na de uitdovingswet van 1927 keerde hij naar België terug. In de jaren 1930 was hij betrokken bij de plannen van zijn broer Paul om zich te laten verkiezen in de Oostkantons en van daaruit actie te voeren voor opname van deze kantons in het Derde Rijk.
Tijdens de Tweede Wereldoorlog traden beide broers toe tot Eenheidsbeweging-VNV en de Deutsch-Vlämische Arbeitsgemeinschaft. In 1941 werd Jozef tot in 1943 oorlogsburgemeester van Sint-Truiden.